# 滝里美
滝 里美（たき さとみ、1964年5月9日 - ）は、日本の演歌歌手。本名は岡嶋 昌美（おかじま まさみ）。
元夫は同じく演歌歌手で、現在はラジオパーソナリティーとしても活躍中の門馬良。

## 来歴
福岡県朝倉郡夜須町（現・筑前町）の生まれ。
中学に入学した時から歌手が第一希望、看護師が第二希望で高校進学は考えていなかったという。中学1年生の時に初めて、日本テレビの「スター誕生!」に応募、以後毎年スタ誕に応募していた。中学卒業後看護学校に入学、看護学校を2年で卒業した後に准看護師となる。その間にもスタ誕には毎年挑戦していた。20歳まで挑戦し、続けてそれでも駄目な時には歌手を諦めて看護師に専念し、自分の子供に歌手の夢を託そうと思っていたが、1983年、その「スター誕生!」で7週連続勝ち抜きのグランドチャンピオンになる。中学1年の初出場の時から5年連続で石川さゆりの『津軽海峡・冬景色』で挑戦し続けてきたが、自分にこの曲は合わないと思った事から、6回目で歌う曲を渡辺真知子の『迷い道』の変えたところ、これで本選まで進む事が出来たという。
歌手デビューが決まり、1983年8月18日に看護師を退職、同年8月25日に上京。同年11月に「東京ジンタ」でデビューし、同時にアイドル歌手としても活躍した。事務所はサンミュージックに所属していた。
1989年に発売された『いでゆ橋』が30万枚を売り上げるヒット曲になり、自身の代表曲にもなった。

## ディスコグラフィー

### シングル
※　すべてテイチクレコードより発売。
| 発売日         | 品番              | 面 | タイトル                       | 作詞       | 作曲       | 編曲       | 備考                                                          |
| -------------- | ----------------- | -- | ------------------------------ | ---------- | ---------- | ---------- | ------------------------------------------------------------- |
| 1983年11月     | RE-615            | A  | 東京ジンタ                     | 中村泰士   | 中村泰士   | 馬飼野俊一 |                                                               |
| 1983年11月     | RE-615            | B  | おたがいさまよ                 | 中村泰士   | 中村泰士   | 千代正行   |                                                               |
| 1984年7月21日  | RE-638            | A  | ごめんなさいね                 | 森浩美     | 中村泰士   | 馬飼野俊一 |                                                               |
| 1984年7月21日  | RE-638            | B  | フ・ラ・レ・たことがあるかしら | 中村泰士   | 中村泰士   | 馬飼野俊一 |                                                               |
| 1985年2月      | RE-663            | A  | なんて夜だろう                 | 美樹克彦   | 美樹克彦   | 竜崎孝路   |                                                               |
| 1985年2月      | RE-663            | B  | チェリーの女                   | 陳五郎     | 美樹克彦   | 竜崎孝路   |                                                               |
| 1986年5月      | RE-716            | A  | 通り雨                         | 武田賢     | 武田賢     | 竜崎孝路   |                                                               |
| 1986年5月      | RE-716            | B  | さいはて岬                     | 吉岡治     | 田尾将美   | 竜崎孝路   |                                                               |
| 1987年3月21日  | RE-755            | A  | 男と女のラブゲーム             | 魚住勉     | 馬飼野康二 | 馬飼野康二 | 前田吟とデュエット。                                          |
| 1987年3月21日  | RE-755            | B  | さよなら模様                   | 中村泰士   | 中村泰士   | 千代正行   |                                                               |
| 1987年12月16日 | RE-814            | A  | あなたの女で待ってます         | たかたかし | 四方章人   |            |                                                               |
| 1987年12月16日 | RE-814            | B  | 夜の水中花                     | たかたかし | 四方章人   |            |                                                               |
| 1988年11月21日 | RE-869            | A  | 今度逢ったらふってやる！       | 杉本眞人   | 杉本眞人   | 神山純一   |                                                               |
| 1988年11月21日 | RE-869            | B  | よろめいて港町                 | 窪田万梨   | 豊郷孝     | 神山純一   |                                                               |
| 1989年7月21日  | RE-899 TEDA-10018 | A  | いでゆ橋                       | 石本美由起 | 岡千秋     |            |                                                               |
| 1989年7月21日  | RE-899 TEDA-10018 | B  | なみだ酒                       | 石本美由起 | 岡千秋     |            |                                                               |
| 1989年12月     | RE-914            | A  | ちいさな酒場                   | 千家和也   | 徳久広司   | 前田俊明   | 徳久広司とデュエット。 片面は、西山ひと美の「ふたりの小樽」。 |
| 1991年3月21日  | TEDA-10052        | 1  | みれん橋                       | 石本美由起 | 岡千秋     | 池多孝春   |                                                               |
| 1991年3月21日  | TEDA-10052        | 2  | 恋螢                           | 助田ひさお | 弦哲也     |            |                                                               |
| 1992年3月18日  | TEDA-10217        | 1  | 月見草                         | 石本美由起 | 岡千秋     | 前田俊明   |                                                               |
| 1992年3月18日  | TEDA-10217        | 2  | あなたのとなり                 | 石本美由起 | 岡千秋     | 前田俊明   |                                                               |
| 1993年2月21日  | TEDA-10269        | 1  | 想い川                         | 石本美由起 | 岡千秋     | 池多孝春   |                                                               |
| 1993年2月21日  | TEDA-10269        | 2  | 命かさねて                     |            |            |            |                                                               |
| 1994年2月23日  | TEDA-10301        | 1  | 恋がたり                       | 渡辺雨月   | 大谷明裕   | 若草恵     |                                                               |
| 1994年2月23日  | TEDA-10301        | 2  | 旅の宿                         | 水木れいじ | 岸本健介   | 山田年秋   |                                                               |
| 1995年3月22日  | TEDA-10333        | 1  | あんたの女房                   | もず唱平   | 叶玄大     | 馬場良     |                                                               |
| 1995年3月22日  | TEDA-10333        | 2  | 浪速世話がたり                 | もず唱平   | 叶玄大     | 馬場良     |                                                               |

## 主な出演

### テレビ
- 「一枚の写真」（1992年、フジテレビ）

### ラジオ
- サトミ・ヒトミ・ユキコの何かいいことないか仔猫ちゃん（1983年10月16日 - 1984年3月9日、毎日放送）
- 美喜と里美のウキウキランド（1984年　毎日放送、九州朝日放送、青森放送、秋田放送、岩手放送、山形放送、東北放送、ラジオ福島、新潟放送　神保美喜と共演）[4]
- いすゞ歌うヘッドライト〜コックピットのあなたへ〜 （TBSラジオ）